# Надеш (Арад)
Надеш (рум. Nadăș) — село у повіті Арад в Румунії. Входить до складу комуни Тауц.
Село розташоване на відстані 380 км на північний захід від Бухареста, 49 км на схід від Арада, 140 км на південний захід від Клуж-Напоки, 75 км на північний схід від Тімішоари.

## Населення
За даними перепису населення 2002 року у селі проживали 974 особи, з них 973 особи (99,9%) румунів. Рідною мовою 973 особи (99,9%) назвали румунську.